# Kristianstads valkrets
Kristianstads valkrets var vid riksdagsvalen till andra kammaren 1896–1908 en egen valkrets med ett mandat. Valkretsen, som omfattade Kristianstads stad, avskaffades vid övergången till proportionellt valsystem i valet 1911, då den uppgick i Kristianstads läns sydöstra valkrets.

## Riksdagsmän
- Gundelach Bruzelius, fr c 1897, Friesen 1899 (1897–1899)
- Jacob Lundahl, lib s (1900–1902)
- Carl Ljunggren, lib s (1903–1907)
- Bror Petrén, vänstervilde 1908, lib s 1909–1911 (1908–1911)

## Valresultat

### 1896
| Andrakammarvalet i Sverige 1896: Kristianstads valkrets | Andrakammarvalet i Sverige 1896: Kristianstads valkrets | Andrakammarvalet i Sverige 1896: Kristianstads valkrets | Andrakammarvalet i Sverige 1896: Kristianstads valkrets | Andrakammarvalet i Sverige 1896: Kristianstads valkrets |
| Kandidat                                                | Kandidat                                                | Röster                                                  | Röster                                                  | Röster                                                  |
| Kandidat                                                | Kandidat                                                | Antal                                                   | %                                                       | +− %                                                    |
| ------------------------------------------------------- | ------------------------------------------------------- | ------------------------------------------------------- | ------------------------------------------------------- | ------------------------------------------------------- |
|                                                         | Gundelach Bruzelius                                     | 246                                                     | 63,1                                                    |                                                         |
|                                                         | A. Åkerman (högerfrih.)                                 | 144                                                     | 36,9                                                    |                                                         |
| Antal giltiga röster                                    | Antal giltiga röster                                    | 390                                                     |                                                         |                                                         |
| Kasserade röster                                        | Kasserade röster                                        | 7                                                       |                                                         |                                                         |
| Totalt                                                  | Totalt                                                  | 397                                                     |                                                         |                                                         |

- Valdeltagandet var 60,5%.

### 1899
| Andrakammarvalet i Sverige 1899: Kristianstads valkrets | Andrakammarvalet i Sverige 1899: Kristianstads valkrets | Andrakammarvalet i Sverige 1899: Kristianstads valkrets | Andrakammarvalet i Sverige 1899: Kristianstads valkrets | Andrakammarvalet i Sverige 1899: Kristianstads valkrets |
| Kandidat                                                | Kandidat                                                | Röster                                                  | Röster                                                  | Röster                                                  |
| Kandidat                                                | Kandidat                                                | Antal                                                   | %                                                       | +− %                                                    |
| ------------------------------------------------------- | ------------------------------------------------------- | ------------------------------------------------------- | ------------------------------------------------------- | ------------------------------------------------------- |
|                                                         | Jacob Lundahl                                           | 213                                                     | 63,2                                                    |                                                         |
|                                                         | Gundelach Bruzelius                                     | 68                                                      | 20,2                                                    | ▼42,9                                                   |
|                                                         | L.C.O. Ljungberg                                        | 53                                                      | 15,7                                                    |                                                         |
|                                                         | Övriga kandidater                                       | 3                                                       | 0,9                                                     | —                                                       |
| Antal giltiga röster                                    | Antal giltiga röster                                    | 337                                                     |                                                         |                                                         |
| Kasserade röster                                        | Kasserade röster                                        | 0                                                       |                                                         |                                                         |
| Totalt                                                  | Totalt                                                  | 337                                                     |                                                         |                                                         |

Valet ägde rum den 14 september 1899. Valdeltagandet var 50,5%.

### 1902
| Andrakammarvalet i Sverige 1902: Kristianstads valkrets | Andrakammarvalet i Sverige 1902: Kristianstads valkrets | Andrakammarvalet i Sverige 1902: Kristianstads valkrets | Andrakammarvalet i Sverige 1902: Kristianstads valkrets | Andrakammarvalet i Sverige 1902: Kristianstads valkrets |
| Kandidat                                                | Kandidat                                                | Röster                                                  | Röster                                                  | Röster                                                  |
| Kandidat                                                | Kandidat                                                | Antal                                                   | %                                                       | +− %                                                    |
| ------------------------------------------------------- | ------------------------------------------------------- | ------------------------------------------------------- | ------------------------------------------------------- | ------------------------------------------------------- |
|                                                         | Carl Ljunggren                                          | 418                                                     | 66,7                                                    |                                                         |
|                                                         | L.C.O. Ljungberg                                        | 208                                                     | 33,2                                                    | ▲17,5                                                   |
|                                                         | Övriga kandidater                                       | 1                                                       | 0,1                                                     | —                                                       |
| Antal giltiga röster                                    | Antal giltiga röster                                    | 627                                                     |                                                         |                                                         |
| Kasserade röster                                        | Kasserade röster                                        | 1                                                       |                                                         |                                                         |
| Totalt                                                  | Totalt                                                  | 628                                                     |                                                         |                                                         |

Valet ägde rum den 6 september 1902. Valdeltagandet var 64,7%.

### 1905
| Andrakammarvalet i Sverige 1905: Kristianstads valkrets | Andrakammarvalet i Sverige 1905: Kristianstads valkrets | Andrakammarvalet i Sverige 1905: Kristianstads valkrets | Andrakammarvalet i Sverige 1905: Kristianstads valkrets | Andrakammarvalet i Sverige 1905: Kristianstads valkrets |
| Kandidat                                                | Kandidat                                                | Röster                                                  | Röster                                                  | Röster                                                  |
| Kandidat                                                | Kandidat                                                | Antal                                                   | %                                                       | +− %                                                    |
| ------------------------------------------------------- | ------------------------------------------------------- | ------------------------------------------------------- | ------------------------------------------------------- | ------------------------------------------------------- |
|                                                         | Carl Ljunggren                                          | 540                                                     | 64,0                                                    | ▼2,7                                                    |
|                                                         | Närmaste kandidat                                       | 304                                                     | 36,0                                                    |                                                         |
| Antal giltiga röster                                    | Antal giltiga röster                                    | 844                                                     |                                                         |                                                         |
| Kasserade röster                                        | Kasserade röster                                        | 0                                                       |                                                         |                                                         |
| Totalt                                                  | Totalt                                                  | 844                                                     |                                                         |                                                         |

Valet ägde rum den 9 september 1905. Valdeltagandet var 84,6%.

### 1908
| Andrakammarvalet i Sverige 1908: Kristianstads valkrets | Andrakammarvalet i Sverige 1908: Kristianstads valkrets | Andrakammarvalet i Sverige 1908: Kristianstads valkrets | Andrakammarvalet i Sverige 1908: Kristianstads valkrets | Andrakammarvalet i Sverige 1908: Kristianstads valkrets |
| Kandidat                                                | Kandidat                                                | Röster                                                  | Röster                                                  | Röster                                                  |
| Kandidat                                                | Kandidat                                                | Antal                                                   | %                                                       | +− %                                                    |
| ------------------------------------------------------- | ------------------------------------------------------- | ------------------------------------------------------- | ------------------------------------------------------- | ------------------------------------------------------- |
|                                                         | Bror Petrén                                             | 617                                                     | 62,5                                                    |                                                         |
|                                                         | John Forssander (socialist)                             | 369                                                     | 37,4                                                    |                                                         |
|                                                         | Övriga kandidater                                       | 1                                                       | 0,1                                                     | —                                                       |
| Antal giltiga röster                                    | Antal giltiga röster                                    | 987                                                     |                                                         |                                                         |
| Kasserade röster                                        | Kasserade röster                                        | 0                                                       |                                                         |                                                         |
| Totalt                                                  | Totalt                                                  | 987                                                     |                                                         |                                                         |

Valet ägde rum den 5 september 1908. Valdeltagandet var 71,0%.